# Vitmosslav
Vitmosslav (Icmadophila ericetorum) är en lavart som först beskrevs av L., och fick sitt nu gällande namn av Alexander Zahlbruckner. Vitmosslav ingår i släktet Icmadophila och familjen Icmadophilaceae.  Arten är reproducerande i Sverige. Inga underarter finns listade i Catalogue of Life.

## Bildgalleri

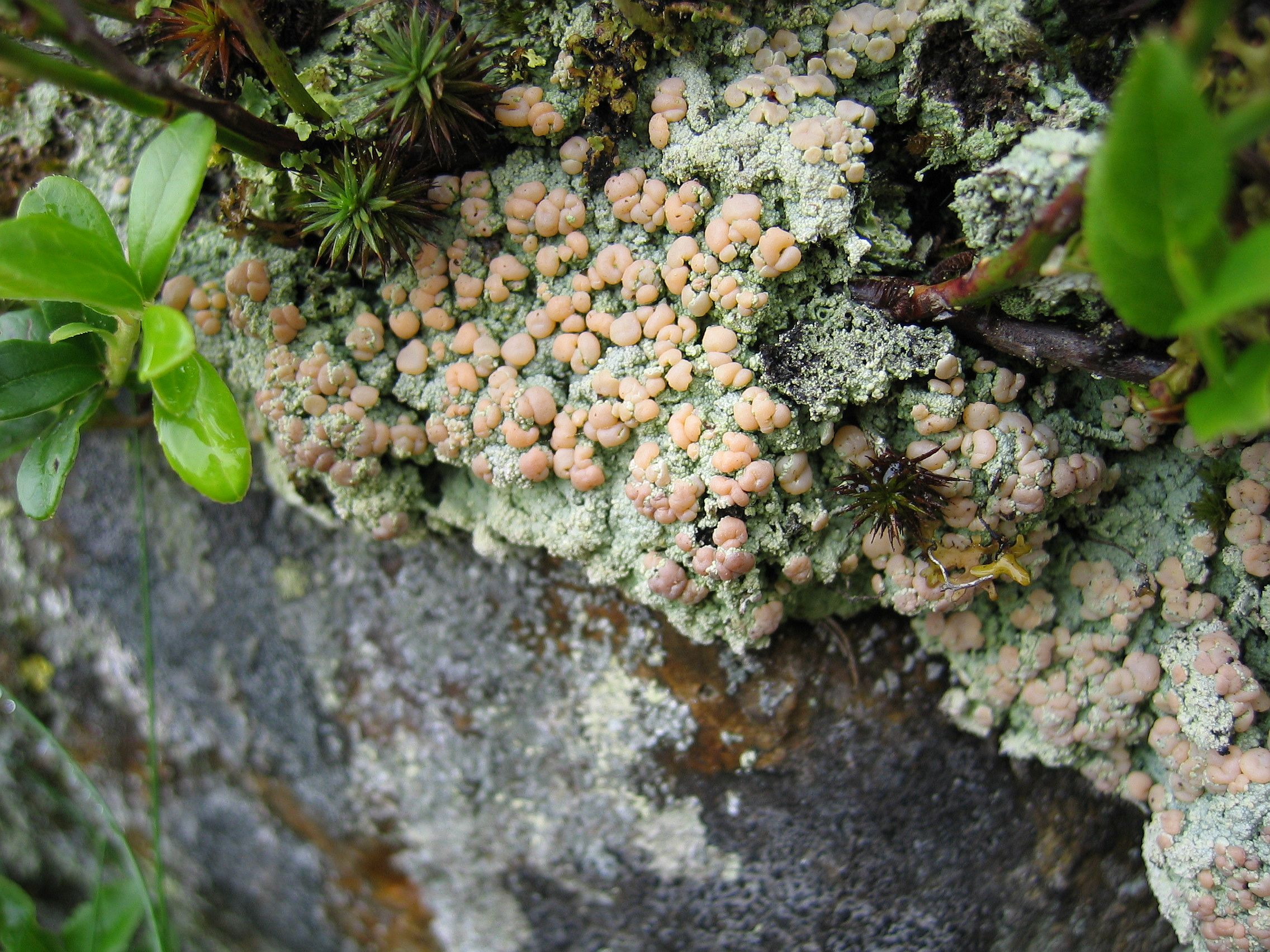